# 川東村 (新潟県中蒲原郡)
川東村（かわひがしむら）は、かつて新潟県中蒲原郡にあった村。

## 沿革
- 1889年（明治22年）4月1日[1] - 町村制施行に伴い中蒲原郡中川新村、不動堂村、柄沢村、大蔵村、菅出村、大須郷村、赤羽村、東四ツ屋村、四ツ屋新村、土堀村、猿和田村、尾白村、小山田村、切畑村、小栗山村、大谷村、馬下村、小流村、小搦村、笹堀村が合併し、川東村が発足。
- 1954年（昭和29年）11月3日[1] - 中蒲原郡五泉町、巣本村、橋田村と合併し、市制施行して五泉市となり消滅。

## 村長
- 石田宥全

## 交通

### 鉄道路線
- 日本国有鉄道
  - 磐越西線
    - 馬下駅

現在は旧村域に猿和田駅も設置されているが、当時は未開設。